# Гостев, Вадим Вячеславович
Вадим Вячеславович Гостев (укр. Вадим В'ячеславович Гостєв; 19 января 1987, Одесса, Украинская ССР, СССР) — украинский футболист, полузащитник. Мастер спорта международного класса (с 2007 года).

## Биография
Футболом начал заниматься в одесской ДЮСШ-11. Первая взрослая команда — хмельницкое «Подолье». Дебютировал в профессиональном футболе 23 июня 2006 года в матче с львовскими «Карпатами» (3:1).
В 2007 году в составе студенческой сборной выступал на летней Универсиаде в Таиланде, где украинская команда завоевала золотые медали. После победы на универсиаде был награждён званием — мастер спорта международного класса.
Летом 2009 года был приглашен в молдавский клуб «Сфынтул Георге» (Суручены). С этой командой 5 июля 2009 года в матче первого тура против «Нистру» дебютировал в высшем дивизионе национального чемпионата. После первого круга турнира покинул расположение команды.
В начале 2010 года вернулся на Украину. Играл в харьковском «Гелиосе». Затем вышел с МФК «Николаев» в Первую лигу. Далее полгода играл в южненском «Реал Фарме». Зимой 2011—2012 так как имел уже два перехода, не мог заявиться в профессиональный клуб. В это время выступал за команду черкасской области «Ретро», с ней выезжал на турниры в Европу.
Следующий сезон провёл в «Одессе». После расформирования команды перешёл в николаевскую «Энергию». С 2016 года выступал в канадской команде «Юкрэйн Юнайтед» из города Торонто, вскоре как и ряд других игроков перебрался в другой полупрофессиональный клуб «Воркута» (Торонто).

## Достижения
- Победитель Второй лиги Украины (1): 2010/11
- Победитель Летней Универсиады (1): 2007

## Государственные награды
- Медаль «За труд и победу» (06.09.2007)[10]